# USS Rhind (DD-404)
USS Rhind (DD-404) là một tàu khu trục lớp Benham được Hải quân Hoa Kỳ chế tạo vào cuối những năm 1930. Nó là chiếc tàu chiến duy nhất của Hải quân Hoa Kỳ được đặt tên theo Chuẩn đô đốc Alexander Colden Rhind (1821-1897), người tham gia các cuộc Chiến tranh Mexico-Hoa Kỳ và cuộc Nội chiến Hoa Kỳ. Rhind đã hoạt động trong suốt Chiến tranh Thế giới thứ hai, được cho ngừng hoạt động sau khi chiến tranh kết thúc; tham gia cuộc thử nghiệm bom nguyên tử tại đảo san hô Bikini năm 1946, rồi bị đánh đắm ngoài khơi Kwajalein do đã nhiễm phóng xạ nặng vào năm 1948.

## Thiết kế và chế tạo
Rhind được đặt lườn tại Xưởng hải quân Philadelphia vào ngày 22 tháng 9 năm 1937. Nó được hạ thủy vào ngày 28 tháng 7 năm 1938; được đỡ đầu bởi bà Frederick S. Camp; và được đưa ra hoạt động vào ngày 10 tháng 11 năm 1939 dưới quyền chỉ huy của Trung tá Hải quân G. R. Cooper.

## Lịch sử hoạt động

### Trước chiến tranh
Sau một chuyến đi chạy thử máy đến Brazil và một giai đoạn đai tu sau thử máy, Rhind thực hiện một chuyến đi về phía Nam từ ngày 5 tháng 7 đến ngày 19 tháng 12 năm 1940, thực tập tại vùng biển Caribe và tuần tra ngoài khơi Martinique. Được sử dụng trong vai trò hộ tống tàu sân bay và tham gia các cuộc tập trận hạm đội vào nữa đầu năm 1941, nó gia nhập Lực lượng Đặc nhiệm 1 vào tháng 6, và trong suốt mùa Hè đã hoạt động Tuần tra Trung lập trên các tuyến đường hàng hải Bắc Đại Tây Dương. Vào tháng 8, nó đã hộ tống cho tàu tuần dương hạng nặng Augusta (CA-31) đưa Tổng thống Franklin D. Roosevelt đi đến Newfoundland để tham dự cuộc hội nghị Hiến chương Đại Tây Dương. Vào lúc kết thúc cuộc hội nghị, nó đã hộ tống thiết giáp hạm Anh HMS Prince of Wales đưa Thủ tướng Winston Churchill đi đến Iceland. Vào ngày 17 tháng 8, nó quay trở lại nhiệm vụ tuần tra ngoài khơi bờ biển Newfoundland.
Được cho tách ra khỏi nhiệm vụ này vào tháng 10, Rhind đã hộ tống cho tàu sân bay Yorktown (CV-5) từ giữa đại dương đi đến Halifax, Nova Scotia vào đầu tháng 11, rồi gia nhập một đoàn tàu vận tải tuyến Halifax-Cape Town như một tàu hộ tống. Ngoài khơi Tây Nam Châu Phi vào ngày 27 tháng 11, nó được phái hộ tống tàu sân bay Ranger (CV-4) đi Trinidad, đến nơi vào ngày 3 tháng 12. Bốn ngày sau Hoa Kỳ tham gia chiến tranh do việc Nhật Bản bất ngờ tấn công Trân Châu Cảng.

### Thế Chiến II

#### 1942
Rhind sau đó đi lên phía Bắc để tuần tra tại vùng biển ngoài khơi Bermuda. Vào tháng 2 năm 1942, nó đi xa hơn lên phía Bắc và trong suốt tháng 3 đã hộ tống các đoàn tàu vận tải đi Iceland. Vào tháng 4, nó hộ tống một đoàn tàu đi đến vùng kênh đào Panama, và lúc đang trên đường quay trở về New York vào ngày 23 tháng 4, nó đã tấn công bằng mìn sâu lần đầu tiên vào một tàu ngầm Đức; chiếc U-boat đã nả pháo vào một tàu buôn Na Uy ngoài khơi New Jersey. Về đến New York cùng ngày hôm đó, nó lại khởi hành vào ngày 30 tháng 4 để hộ tống Đoàn tàu AT-15 đi Iceland. Tại đây vào ngày 15 tháng 5, nó gia nhập Lực lượng Đặc nhiệm 99 và trong ba tháng tiếp theo đã hoạt động cùng lực lượng này và Hạm đội Nhà Anh Quốc trong việc truy tìm các đơn vị Đức hoạt động ngoài khơi Na Uy, vốn có ý định đánh chặn các đoàn tàu vận tải Đồng Minh đi Murmansk và Archangel.
Rhind quay trở về Hoa Kỳ vào tháng 7, và đến tháng 8 đã hộ tống các đoàn tàu vận tải ven biển đi lại giữa Boston và Argentia, Newfoundland trước khi đi về phía Nam tiến hành các cuộc tuần tra chống tàu ngầm ngoài khơi bờ biển Đông Nam và tai vùng biển Caribe. Sau khi thực tập tại khu vực Casco Bay, Maine vào đầu tháng 10, nó lên đường đi Bắc Phi vào ngày 24 tháng 10; hộ tống cho thiết giáp hạm Massachusetts (BB-59) đi đến ngoài khơi bờ biển Maroc vào đêm 7 tháng 11. Trong quá trình trận Hải chiến Casablanca vào ngày 8 tháng 11, nó đã nả pháo vào các tàu chiến thuộc phe Vichy Pháp đang tìm cách chống trả lại Chiến dịch Torch, cuộc đổ bộ của Đồng Minh lên Bắc Phi, cũng như xuống các khẩu đội pháo phòng thủ duyên hải đối phương. Cho đến ngày 12 tháng 11, nó hỗ trợ cho lực lượng trên bờ và hộ tống các tàu chiến chủ lực tại khu vực Fedhala-Casablanca. Quay trở về Hampton Roads vào ngày 20 tháng 11, chiếc tàu khu trục tiếp nối nhiệm vụ hộ tống vận tải, và cho đến đầu năm 1943 đã hộ tống hai đoàn tàu đi Bắc Phi.

#### 1943-1944
Vào ngày 28 tháng 4 năm 1943, Rhind quay trở về New York cùng với Đoàn tàu GUS-6, vốn đã khởi hành như là Đoàn tàu UGS-6 vào ngày 4 tháng 3, và đã bị mất năm tàu buôn do cuộc tấn công của một wolfpack (bầy sói) U-boat chỉ trong vòng bốn ngày, từ ngày 13 đến ngày 17 tháng 3. Vào ngày 10 tháng 5, nó rời New York để đi Bắc Phi hộ tống một đoàn tàu vận tải chuyển quân, đi đến Algiers vào ngày 2 tháng 6. Trong một tháng tiếp theo, nó tuần tra chống tàu ngầm và hộ tống tàu bè dọc theo bờ biển Bắc Phi.
Vào ngày 10 tháng 7, chiến dịch đổ bộ lên Sicily bắt đầu. Vào ngày 14 tháng 7, Rhind đi đến ngoài khơi bờ biển trong thành phần hộ tống cho một đoàn tàu vận tải tăng viện, và đã tham gia phòng không và bắn phá bờ biển. Cho đến ngày 20 tháng 7, nó tuần tra ngoài khơi Gela, rồi chuyển đến Palermo. Sau khi bảo vệ cho các tàu quét mìn và tàu tuần tra dọn sạch cảng, nó tiếp tục nhiệm vụ phòng không. Vào ngày 26 tháng 7, đang khi túc trực bên cạnh tàu chị em Mayrant (DD-402) bị hư hại nặng, giúp chuyển những người bị thương và giúp cứu hộ, nó chịu đựng nhiều thương vong và một số thiệt hại do một quả bom ném suýt trúng từ một máy bay ném bom Junkers Ju 88. Cho đến ngày 2 tháng 8, nó tiếp tục tuần tra ngoài khơi Palermo, và vào ngày 3 tháng 8 đã tuần tra càn quét gần Messina, đánh chìm một tàu tuần tra E-boat đối phương cũng như hỗ trợ hoạt động đổ bộ "nhảy cóc" dọc bờ biển.
Chịu đựng một cuộc không kích khác vào ngày 22 tháng 8, Rhind có được một đợt nghỉ ngơi ngắn tại Oran, nhưng phải chịu đựng những quả bom ném suýt trúng trong khi hộ tống một đoàn tàu vận tải đi Bizerte trong tháng 9. Tại Bizerte vào ngày 6 tháng 9, nó chống trả một cuộc không kích khác, một nỗ lực của đối phương muốn ngăn cản việc tập trung lực lượng Đồng Minh để tấn công Salerno. Vào ngày 9 tháng 9, chiếc tàu khu trục đi đến vịnh Salerno, tiếp tục đối đầu với máy bay của Không quân Đức. Vào ngày 11 tháng 9, nó lên đường đi Oran, nơi trong một tháng rưỡi tiếp theo sau nó hộ tống các đoàn tàu vận tải tăng viện đi sang Ý. Đến tháng 11, nó lên đường quay về New York, và sau khi hộ tống hại đoàn tàu vận tải đi sang Anh, nó chuyển sang nhiệm vụ hộ tống dọc vùng bờ Đông và vùng biển Caribe, xen kẻ với các hoạt động tuần tra chống tàu ngầm cho đến mùa Hè năm 1944. Vào ngày 26 tháng 7 năm 1944, nó lại vượt Đại Tây Dương, thực hiện một chuyến đi đến Anh, tiếp nối bởi một chuyến đi đến Naples vào cuối tháng 9. Trong tháng 11 và tháng 12, nó hộ tống cho tàu sân bay Shangri-La (CV-38) trong chuyến đi chạy thử máy.

#### 1945
Từ tháng 1 đến tháng 3 năm 1945, Rhind tiếp tục nhiệm vụ hộ tống và tuần tra dọc vùng bờ Đông và vùng biển Caribe. Sau một chuyến đi sang Anh từ ngày 23 tháng 3 đến ngày 18 tháng 4, nó chuẩn bị để được điều động sang Mặt trận Thái Bình Dương. Khởi hành vào ngày 5 tháng 5, nó đi đến Trân Châu Cảng vào ngày 30 tháng 5, và sau khi thực hành tại đây, đã lên đường trong thành phần hộ tống cho các tàu sân bay Lexington (CV-16), Hancock (CV-19) và Cowpens (CVL-25). Vào ngày 20 tháng 6, các tàu sân bay tung ra cuộc không kích xuống đảo Wake; rồi không có Cowpens cùng một tàu hộ tống, lực lượng tiếp tục đi đến Leyte, đến nơi vào ngày 26 tháng 6. Từ đây, Rhind đi đến Ulithi để hộ tống một đoàn tàu chuyển binh lính và hàng hóa đi Okinawa và tuần tra chống tàu ngầm tại khu vực quần đảo Caroline. Chuyển đến khu vực Saipan vào tháng 8, nó lại hộ tống một đoàn tàu đi Okinawa sau khi chiến sự đã kết thúc; rồi vào ngày 2 tháng 9 đã đi đến đảo Pagan nơi Thiếu tướng Hải quân Vernon F. Grant tiếp nhận sự đầu hàng của binh lính Nhật đồn trú tại đây.

### Sau chiến tranh
Quay trở lại Saipan cùng ngày hôm đó, Rhind tháp tùng các tàu đổ bộ đi đến đảo Marcus. Tại đây vào ngày 16 tháng 9, nó khởi hành đi lên phía Bắc đến Iwo Jima, nơi nó tuần tra và canh phòng cứu hộ máy bay cho đến ngày 2 tháng 11. Nó quay trở lại Saipan vào ngày 4 tháng 11 và hoạt động tại khu vực quần đảo Mariana cho đến giữa tháng 12, khi nó lên đường quay trở về Hoa Kỳ. Về đến San Diego, California vào ngày 30 tháng 12, nó được tháo dỡ vũ khí rồi quay trở lại Trân Châu Cảng chuẩn bị tham gia các cuộc thử nghiệm vũ khí. Nó gia nhập Lực lượng Đặc nhiệm Phối hợp 1 vào ngày 15 tháng 5 cho Chiến dịch Crossroads, cuộc thử nghiệm bom nguyên tử tại đảo san hô Bikini dự định vào tháng 7.
Cho dù sống sót qua hai cuộc thử nghiệm nổ trên không và dưới nước vào các ngày 1 và 25 tháng 7 tương ứng, Rhind lại bị nhiễm phóng xạ nặng. Nó được cho xuất biên chế vào ngày 26 tháng 8 năm 1946 và được kéo đến Kwajalein, nơi sau khi các cuộc thử nghiệm khử phóng xạ và khảo sát lườn tàu được thực hiện, nó bị đánh chìm vào ngày 22 tháng 3 năm 1948. Tên nó được cho rút khỏi danh sách Đăng bạ Hải quân vào ngày 5 tháng 4 năm 1948.

## Phần thưởng
Rhind được tặng thưởng bốn Ngôi sao Chiến trận do thành tích phục vụ trong Chiến tranh Thế giới thứ hai.